# Shapna pluvialis
Shapna pluvialis là một loài nhện trong họ Lycosidae. Chúng được Heikki Hippa & Pekka T. Lehtinen miêu tả năm 1983, thường xuất hiện ở Ấn Độ.